# Venustiano Carranza
Venustiano Carranza Garza (29. prosinca 1859. – 21. svibnja 1920.) bio je jedan od vođa meksičke revolucije i kasnije predsjednik Meksika. 
Rođen je u državi Coahilla, a obitelj mu se bavila uzgojem stoke. Podupirao je napore koje je poduzimao Francisco Madero da se svrgne Porfirio Diaz. Zakleo se na vjernost Maderu, i postao ministar rata i mornarice. Kada je Madera svrgnuo Victorianoa Huertu, poveo je pobunu protiv njega, kasnije i sam postavši predsjednik. Dužnost predsjednika obnašao je kao diktator, ipak provevši neke reforme, a današnji ustav Meksika izrađen je za njegove vlasti. Pobunu protiv njega podigli su Pancho Villa, Emiliano Zapata i Álvaro Obregón, jer njegove reforme nisu držali dostatnima. Više puta pokušali su ga ubiti. Sišao je s vlasti 1920., a ubijen je u 61. godini tijegom bijega iz države. Na dužnosti post-revolucionarnog predsjednika naslijedio ga je Adolfo de la Huerta.